# Musée Marmottan Monet
Il Musée Marmottan Monet è un museo di impressionismo ed arte francese dell'Ottocento, si trova in rue Louis Boilly 2, vicino al Jardin du Ranelagh, nella zona NO di Parigi in Francia.
Il museo ha avuto origine dal dono dello storico d'arte Paul Marmottan del suo palazzo particolare e delle sue collezioni dell'arte rinascimentale e dell'epoca napoleonica all'Académie des beaux-arts nel 1932. 

## Storia
L'edificio era in origine il padiglione di caccia del terzo duca di Valmy, François Christophe Edmond Kellermann, figlio di un generale napoleonico. Jules Marmottan, storico e collezionista d'arte, acquistò l'edificio che lasciò in eredità al figlio Paul (1856-1932). Quest'ultimo, appassionato dell'arte del Primo Impero e della Restaurazione, raccolse una grande quantità di stampe, quadri, disegni, libri, sculture e mobili trasformando il padiglione in una sontuosa dimora cittadina.
Alla sua morte, dispose che l'edificio e le collezioni fossero lasciate all'Académie des beaux-arts affinché venisse aperto un museo a suo nome. Il museo venne aperto al pubblico il 21 giugno 1934 e, nel corso degli anni, si arricchì delle donazioni di numerosi collezionisti, prima fra le quali quella di M.me Victorine de Monchy. Suo padre, il dottor Georges de Bellio, aveva collezionato opere di numerosi artisti che erano soliti sdebitarsi con i loro dipinti per le cure che prestava loro.
Alla morte di Michel Monet, secondogenito di Claude Monet, nel 1966 il museo accolse la più grande collezione di opere di Claude Monet al mondo. Attraverso questa donazione e quella successiva della figlia del pittore Henri Duhem (1985), il museo cominciò ad ospitare non solo oggetti d'arte del Primo Impero, ma anche opere di pittori come Eugène Boudin, Gustave Caillebotte, Paul Gauguin, Édouard Manet, Pierre-Auguste Renoir, Camille Pissarro, Alfred Sisley. Nel 1996 entrò a far parte del patrimonio del museo un'altra importante raccolta, comprendente opere di Berthe Morisot, Edgar Degas e Henri Rouart.
Alla fine degli anni novanta, per il prestigio acquisito grazie alla grande quantità di dipinti impressionisti, il museo cambiò la sua denominazione diventando Musée Marmottan Monet.

## Collezioni
Oltre ad esporre oggetti d'arte del Primo Impero e dipinti impressionisti, il museo tiene periodicamente mostre temporanee e può anche ospitare eventi privati.

### Le opere maggiori
Jean Fouquet

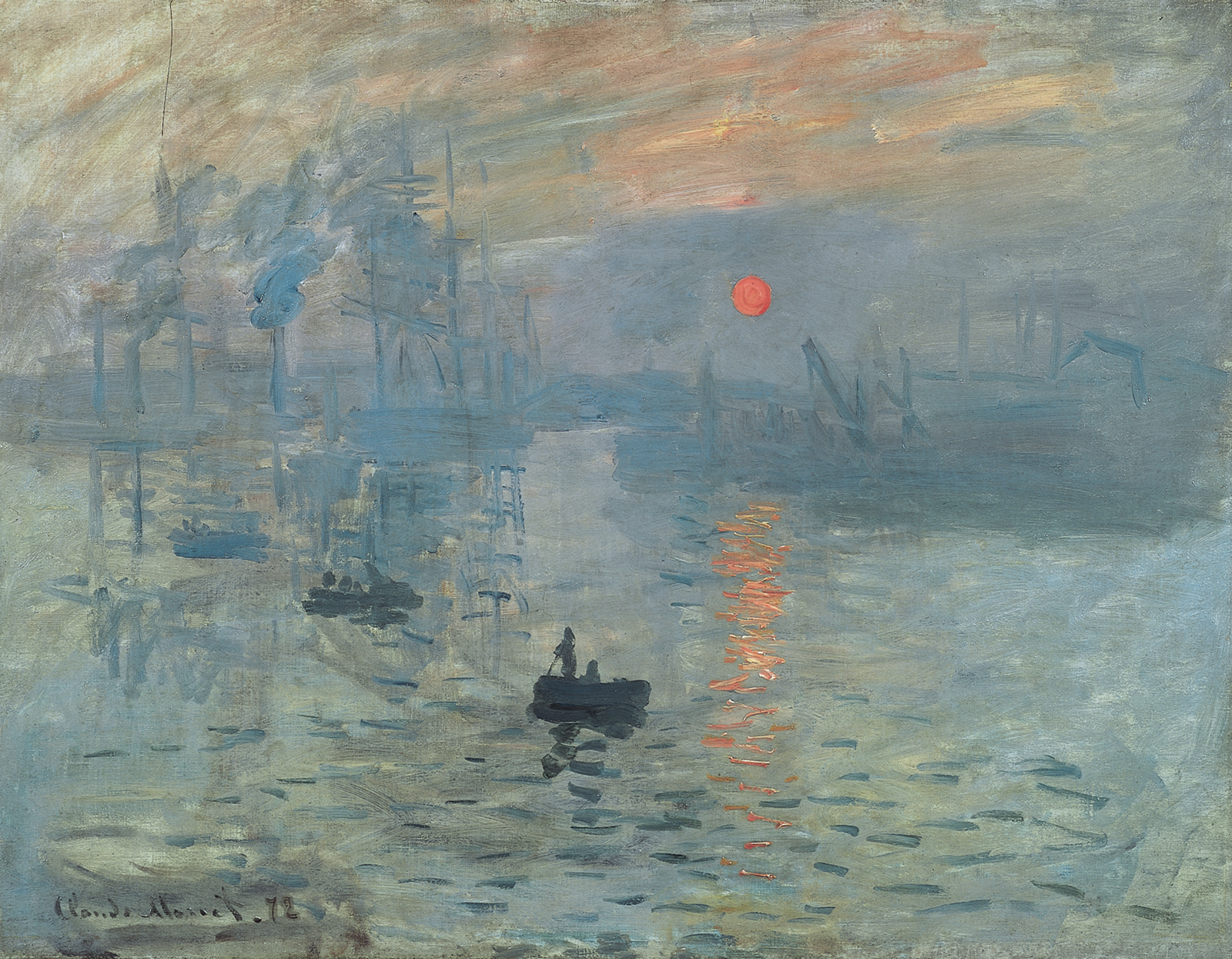
Claude Monet, Impression, soleil levant, 1872.

- Fogli del Libro d'Ore di Étienne Chevalier, 1452-1460

Claude Monet
- Impression, soleil levant, 1872

Pierre-Auguste Renoir
- Monet che legge, 1872

## Trasporti
La stazione del Metrò più vicina al museo è quella di La Muette, come anche la fermata del Bus RATP n. 32, accanto a quella del Metrò.

## Galleria di dipinti

Esposizione permanente
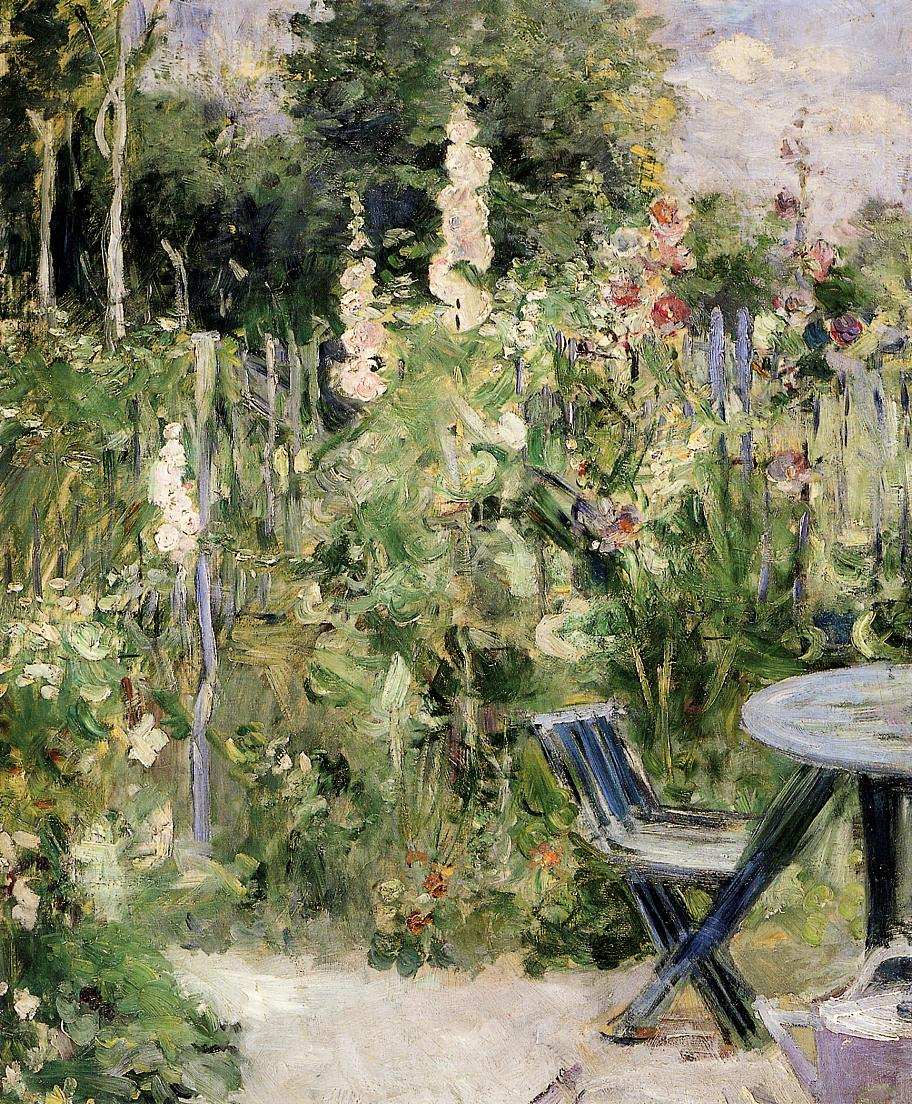
Malvarose (Roses trémières), di Berthe Morisot, 1884.
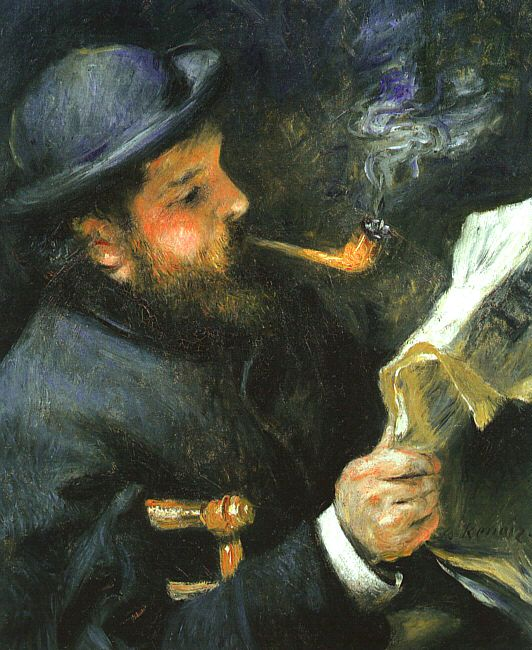
Ritratto di Claude Monet di Pierre-Auguste Renoir, 1872.
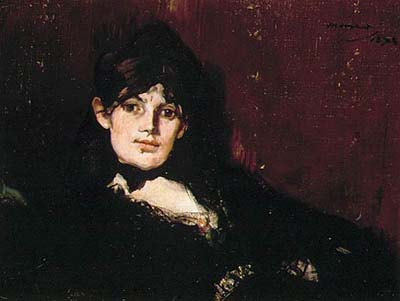
Berthe Morisot di Édouard Manet.
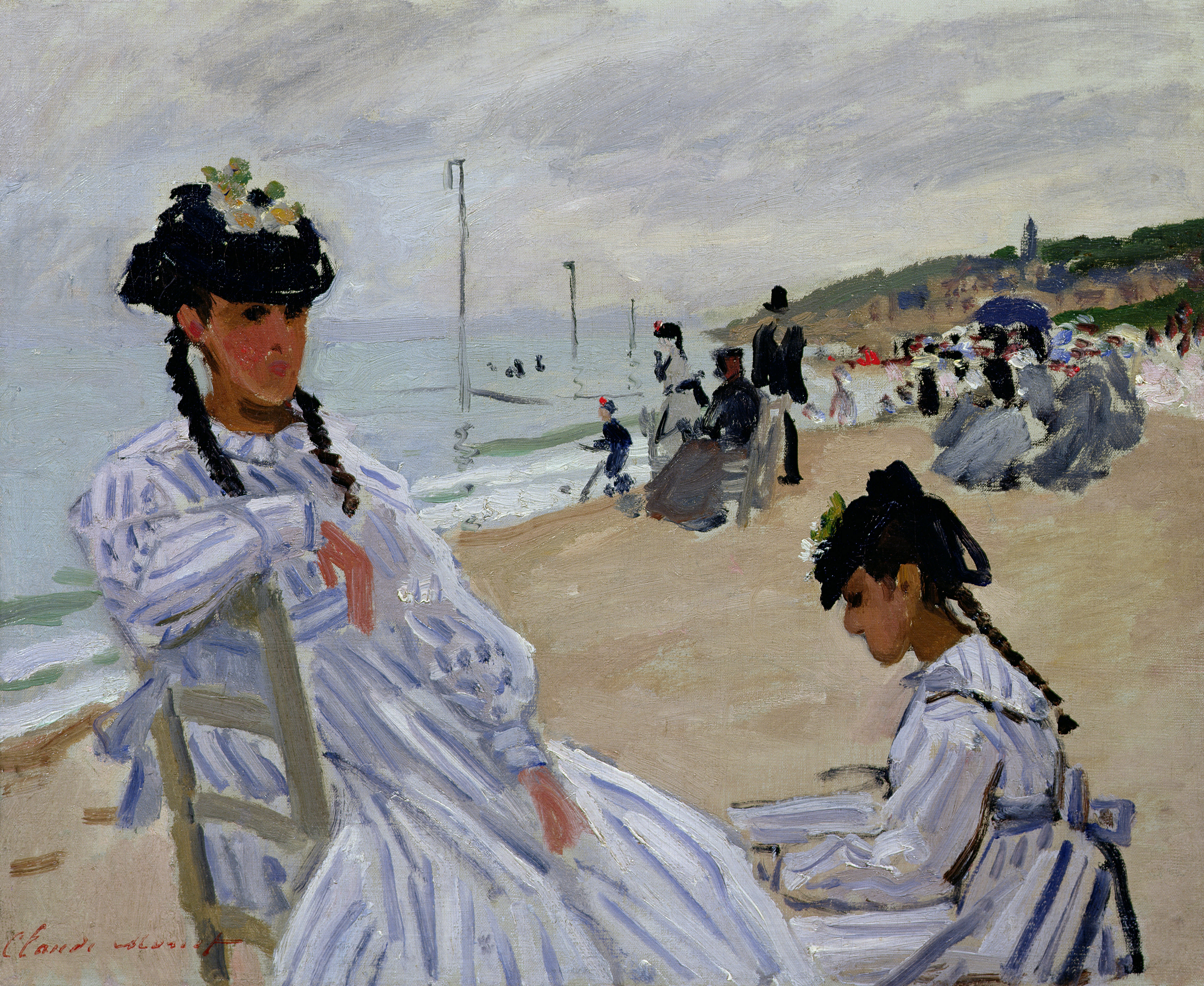
Sulla spiaggia a Trouville, Claude Monet, 1870-1871.
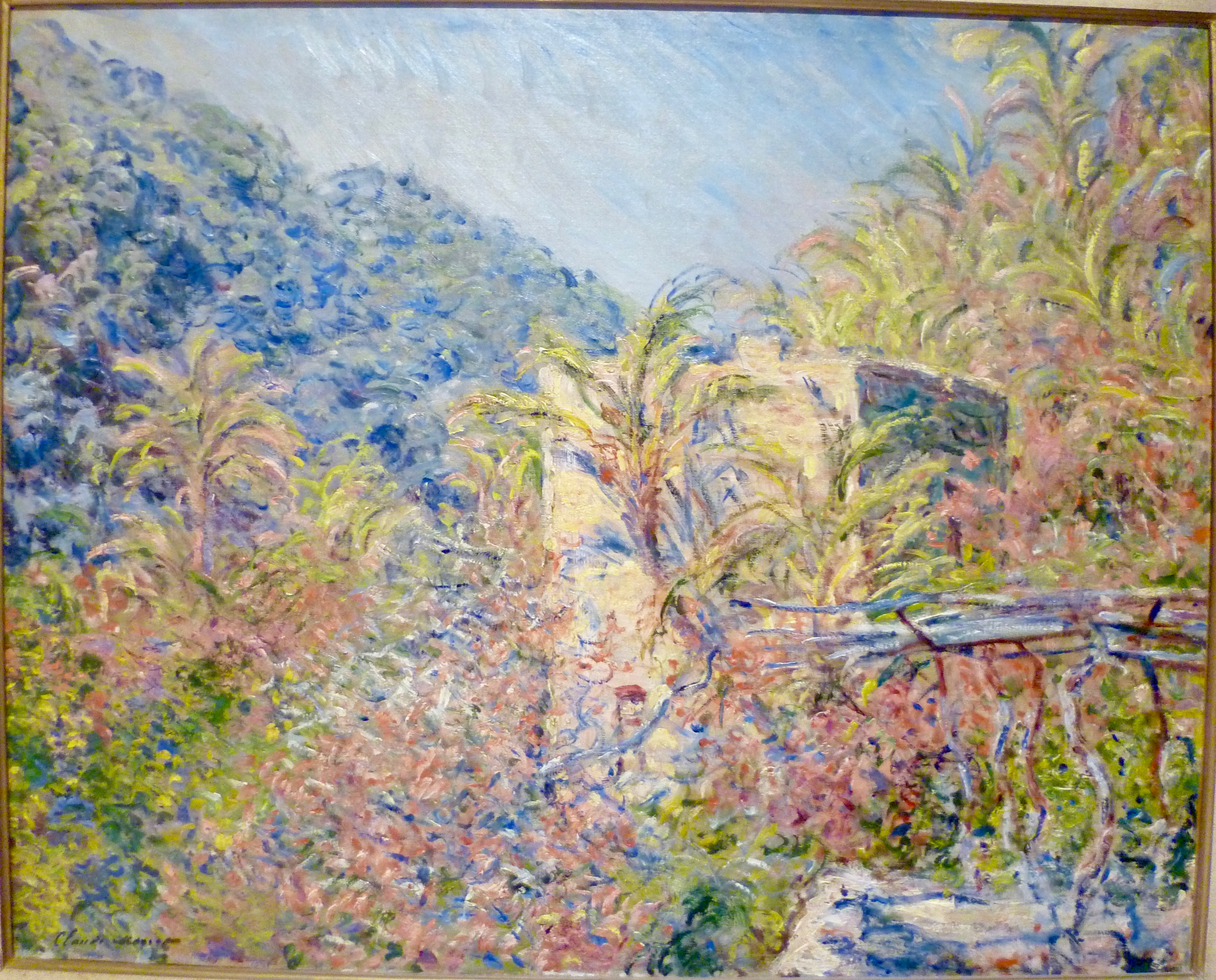
Valle di Sasso. Effetto del sole, Claude Monet, 1884.
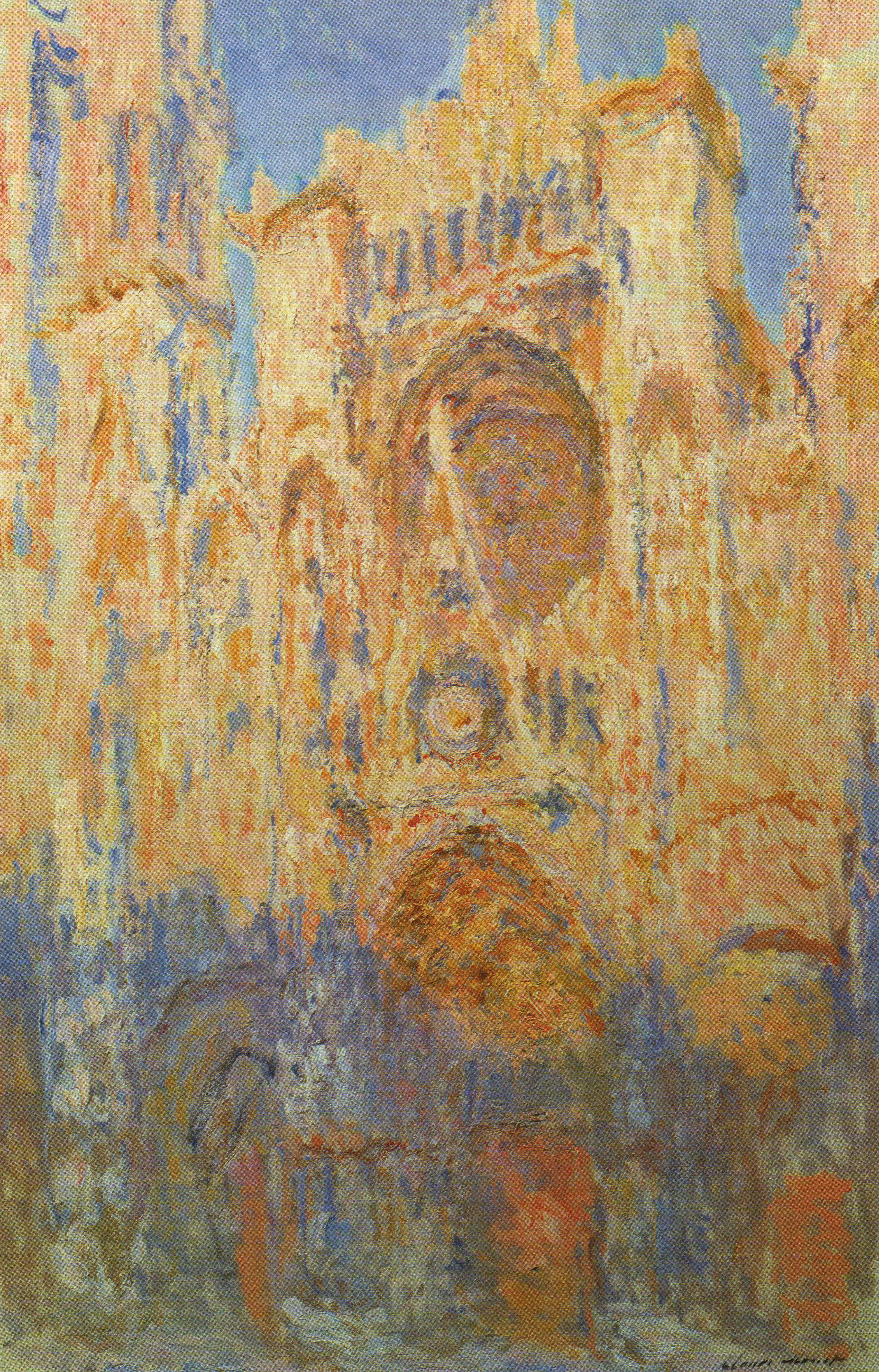
Cattedrale di Rouen, effetto del sole a fine giornata, Claude Monet, 1892-1894.
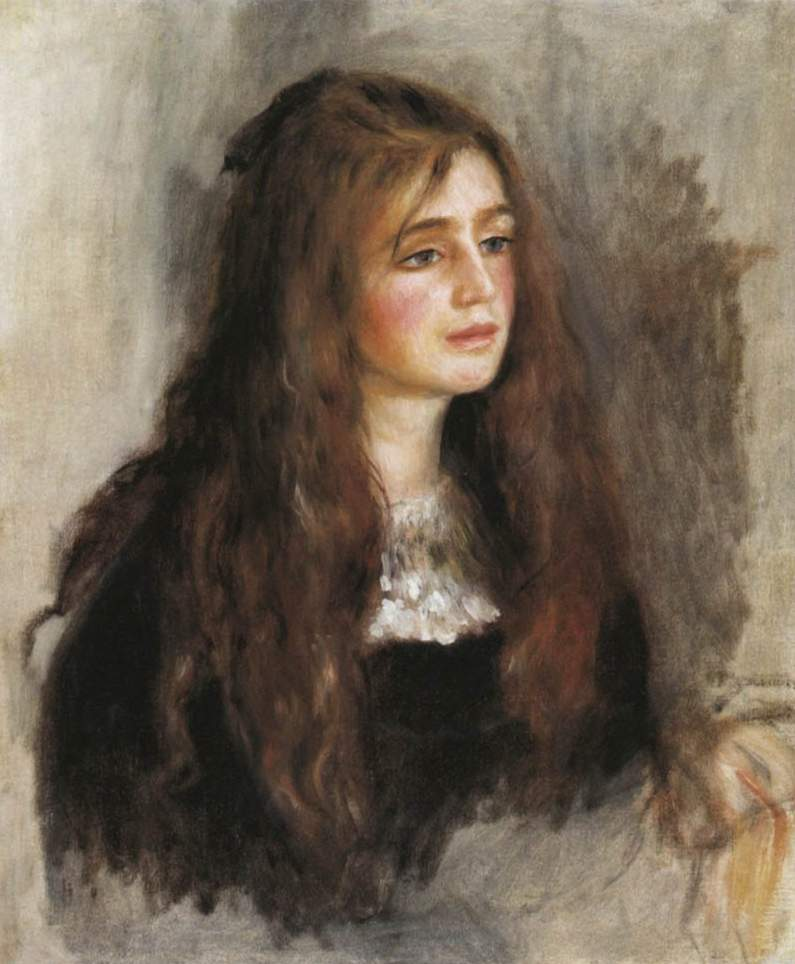
Ritratto di Julie Manet, di Pierre-Auguste Renoir, 1894.
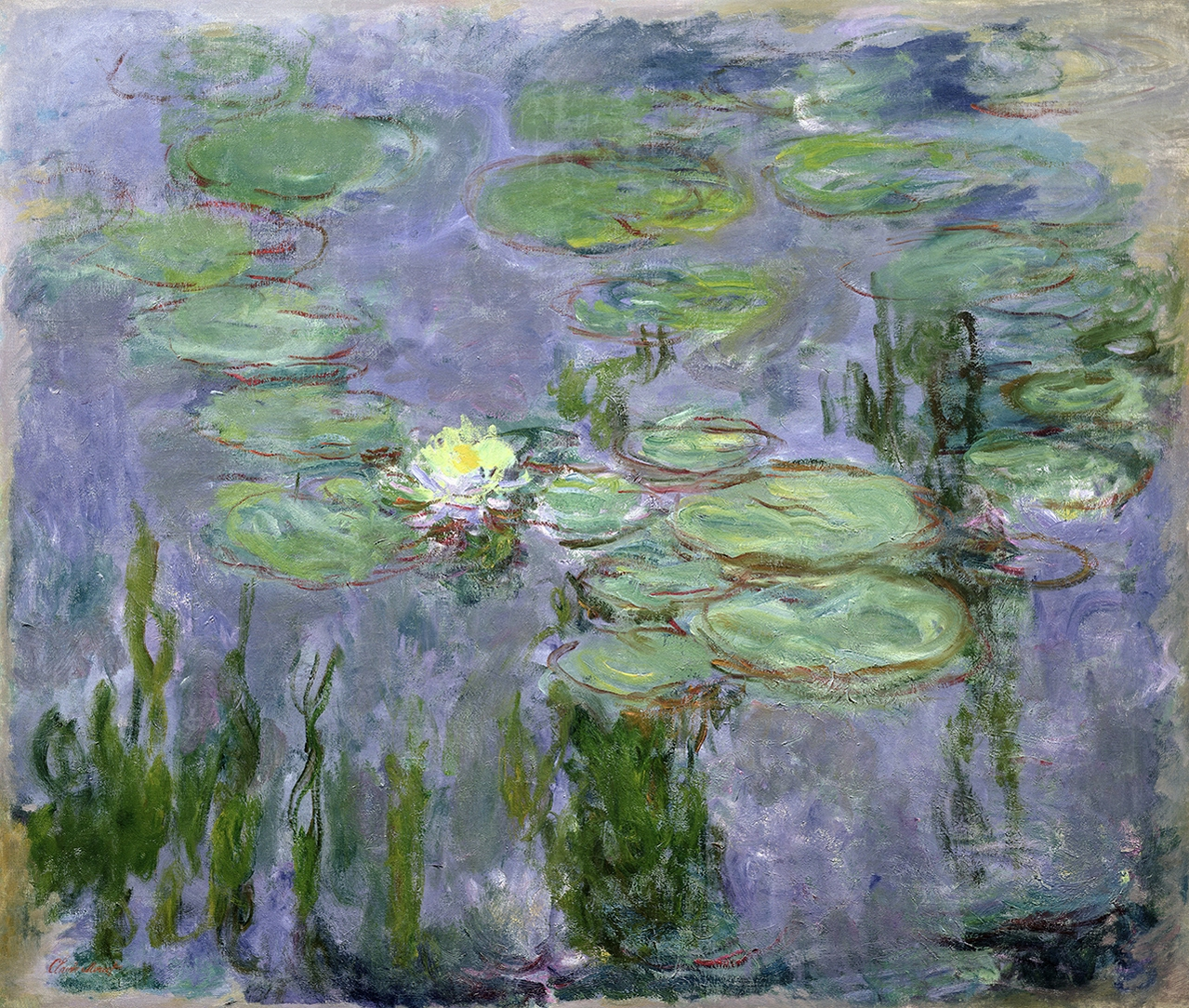
Ninfee, di Claude Monet, 1915
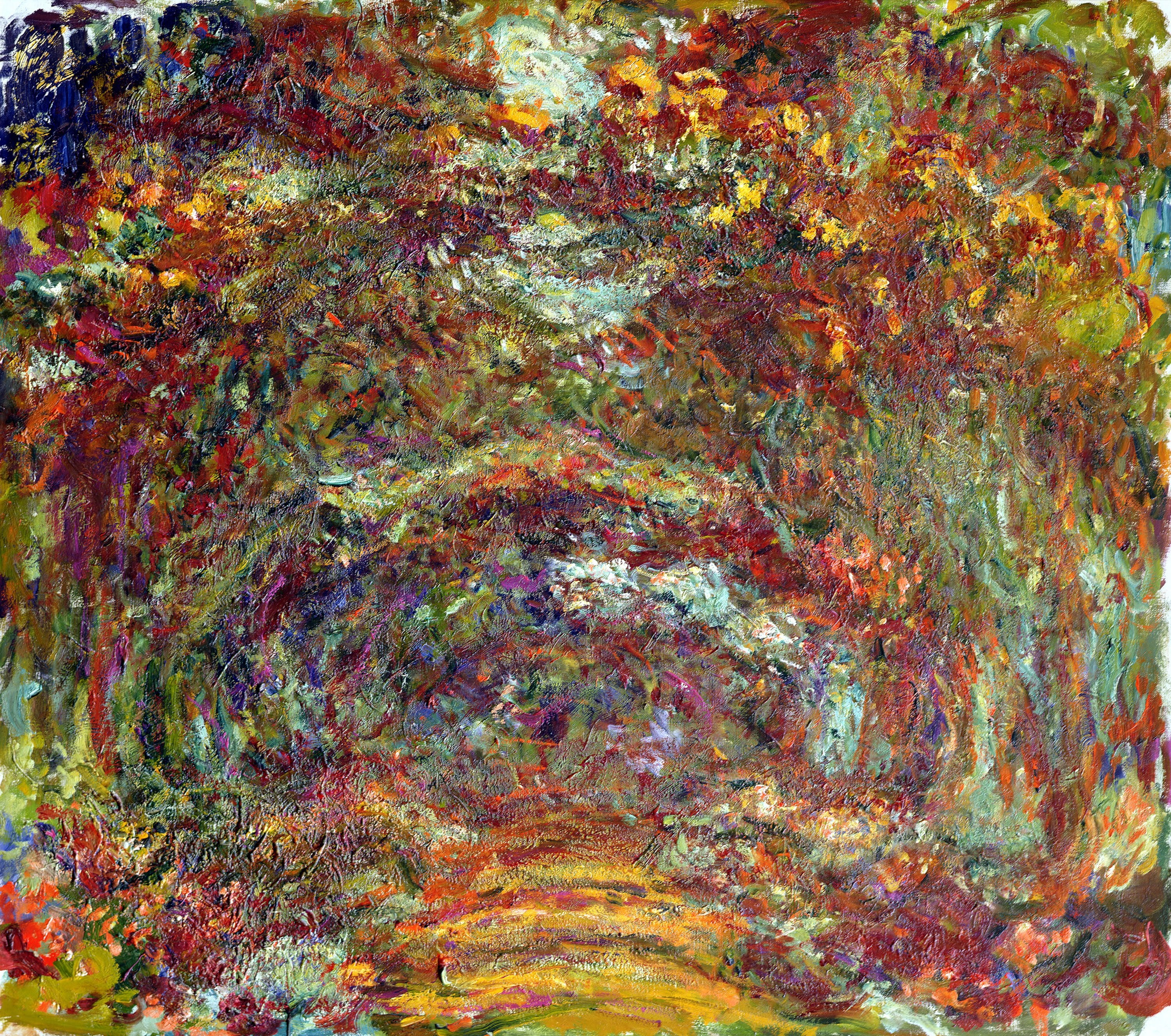
Il viale delle rose a Giverny, di Claude Monet, 1920-22.